# Encanador

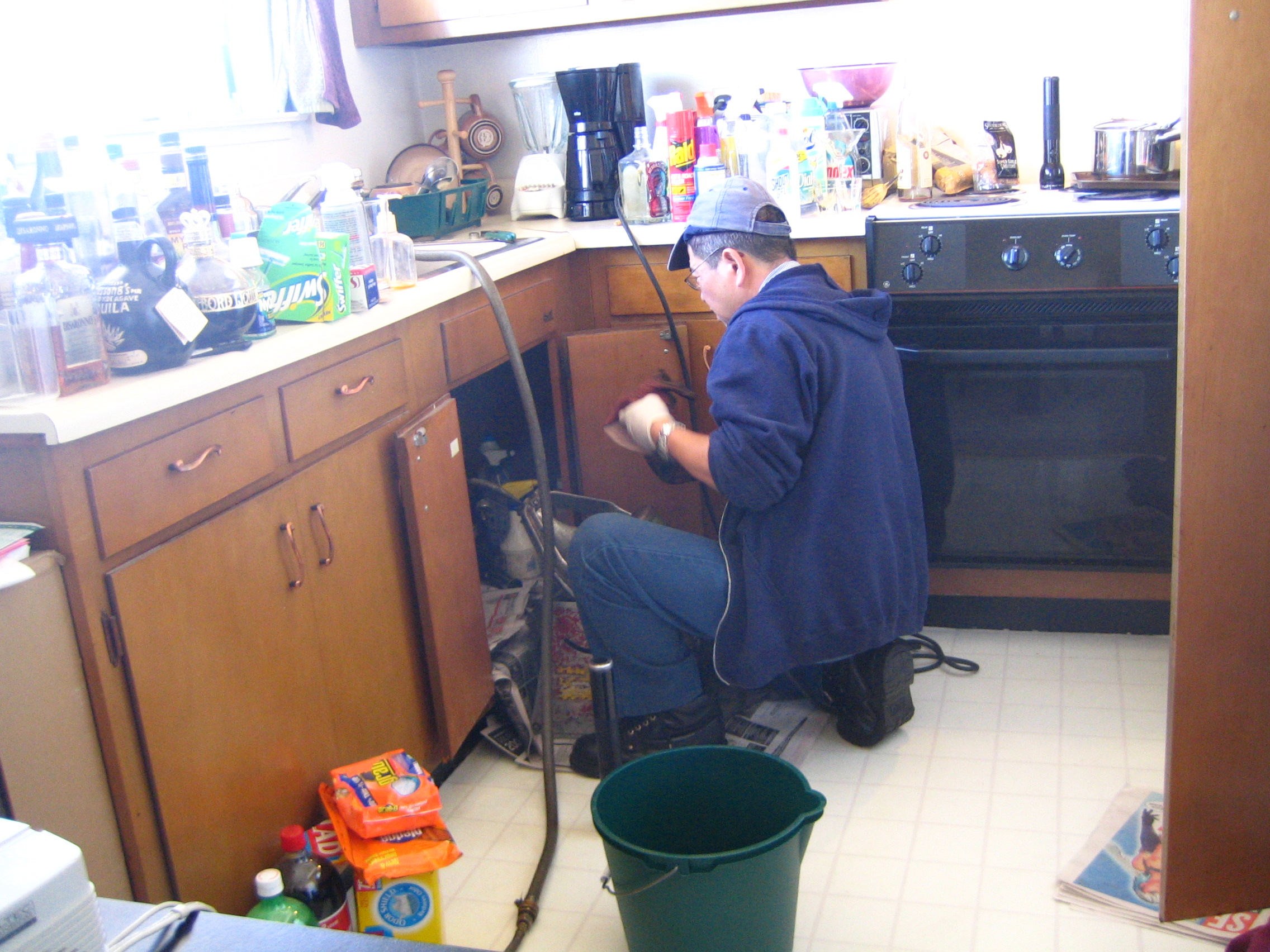
Um encanador trabalhando.

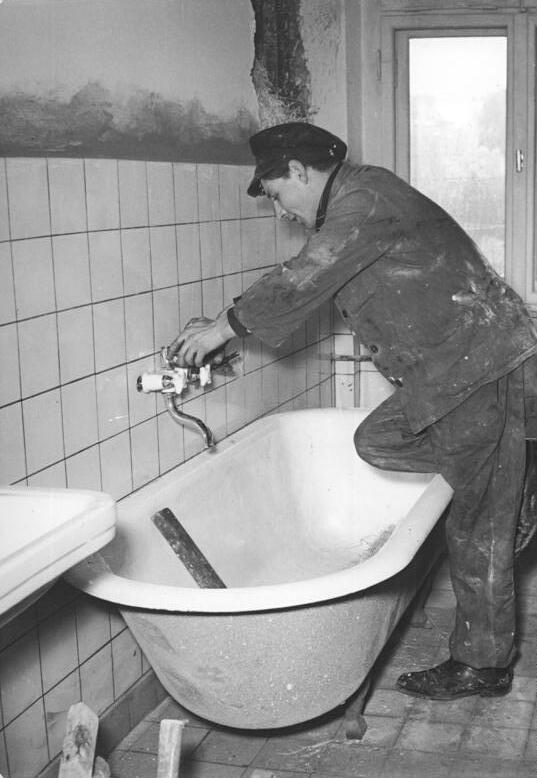
Encanador em Berlim em 1952.

Um encanador, bombeiro hidráulico (português brasileiro) ou canalizador (português europeu) é um profissional na área da construção civil responsável pela instalação e manutenção de sistemas usados para água potável, esgoto e drenagem em sistemas de encanamento.
Anos de treinamento e / ou experiência são necessários para se tornar um encanador especializado, pois um encanador deve ser capaz de fazer a instalação, reparação e manutenção de instalações e sistemas de encanamento domésticos, comerciais e industriais; além de detectar falhas em aparelhos e sistemas de encanamento e diagnosticar corretamente suas causas.

## Perigos
Existem muitos tipos de perigos para um encanador. Estes incluem choque elétrico, entorses, cortes e lacerações, contusões e contusões, fraturas, queimaduras e queimaduras, objetos estranhos no olho e hérnias. Trabalhar em altura ou em espaços confinados e trabalhar com chumbo e amianto são todos os perigos que os encanadores podem enfrentar em um canteiro de obras.

### Riscos de doenças infecciosas
Os encanadores correm o risco de infecção ao trabalhar com dejetos humanos enquanto consertam sistemas de esgoto. Os germes podem ser eliminados nas fezes da vítima ou vomitados no banheiro ou nos canos de esgoto. Os dejetos humanos podem conter doenças infecciosas, como cólera, febre tifoide, hepatite, poliomielite, criptosporidiose, ascaridíase e esquistossomose.